# Pavonia benadirensis
Pavonia benadirensis là một loài thực vật có hoa trong họ Cẩm quỳ. Loài này được (Mattei) Fryxell mô tả khoa học đầu tiên năm 1999.